# Nyctimystes brevipalmatus
Nyctimystes brevipalmatus – gatunek płaza bezogonowego z podrodziny Pelodryadinae w rodzinie rzekotkowatych (Hylidae). 
Płaz ten występuje na wschodnim wybrzeżu Australii – od Cordalba State Forest w południowo-wschodniej części stanu Queensland do obszaru około 100 km na północ od Sydney w centralnej części wybrzeża stanu Nowa Południowa Walia.